# 변태섭
변태섭(邊太燮, 1925년 8월 16일~2009년 3월 8일)은 대한민국의 역사학자이다. 서울대학교를 졸업하여 모교에서 교수를 지냈다. 주된 연구 분야는 한국 중세 정치제도사로 특히 고려사 연구에 업적을 남겼다. 

## 생애
1925년 8월 16일 경기도 연천군 남면 상수리(현재의 경기도 양주시 남면 상수리)에서 잡화상인의 아들로 태어났다. 남면국민학교와 경성사범학교로 진학했고, 그가 다니던 경성사범학교가 1946년에 서울대학교 사범대학에 편재되어 서울대학교에 진학했다. 1949년 졸업논문인 「한국 고대에 노예제사회는 존재했는가」를 제출하여 졸업했으며, 졸업 후에는 성신여자고등학교에서 교편을 잡았다, 이듬해인 1950년 한국 전쟁이 발발하자 대한민국 국군에 입대하여 장교가 되었으며, 육군사관학교에 소속되어 그 곳에서 역사학 강의를 맡았다. 
육군사관학교 교관으로 있는 동안 부인인 주정순과 결혼했으며, 1955년에 이정인, 강우철, 이원순과 함께 역사교육연구회를 세웠다. 1956년 전역과 함께 모교인 서울대학교 사범대학 역사과 조교수가 되었다. 같은 해에 자신의 첫 학술 논문인 「신라 관등의 성격」을 발표하였으며, 1959년에는 자신의 첫 고려사에 대한 논문인 한「만적난(萬積亂) 발생의 사회적 소지」를 발표했다. 그는 만적의 난을 주제로 쓴 이 논문에서 노비의 반란을 통하여 무신정권기에 고려 사회가 변질되었다고 주장했으며, 이 학설을 확대하여 무신정변의 발발로 종래의 귀족 사회는 붕괴되고 새로운 신분질서로 변모하였다고 주장했다. 그는 이 주장을 1962년에 논문 「고려사회의 성격 - 무신란에 의한 신분제도의 변질」을 통해 발표했다. 이러한 고려의 사회 변화에 주목한 그는 고려의 지배층에 대한 연구 활동도 했으며, 이를 통해 
「고려조의 문반과 무반」(1961), 「고려 무반연구」(1965),「고려 후기의 무반에 대하여」(1966) 등의 논문을 발표했다. 이후에는 기존의 한국 사학계에서 연구되지 않았던 고려의 정치제도사에 주목하여 「고려의 중서문하성에 대하여」(1967), 「고려시대 중앙정치기구와 행정체계」(1968), 「고려도당고(高麗都堂考)」를 발표하면서 고려 정치제도사 연구의 시초가 되었다. 중앙 정치제도사 뿐만 아니라 고려 지방제도사에 대해 주목하여, 「고려 전기의 외관제(1968)」, 「고려 안찰사고(1968)」 등을 발표했다.
1971년에 박사 학위 논문으로 《고려 정치제도사 연구》을 발표하며 박사 학위를 받았으며, 1973년에는 대한민국 교육에서의 한국사 과목인 국사 과목이 대한민국 국정 과목이 되자 국사 국정교과서 집필에 참여했다. 1975년에 서울대학교 문리대학 사학과 교수가 되었으며, 1981년에는 한국정신문화연구원에서 주관한 《한국민족문화대백과사전》 편찬에 참여하여 한국사 총설과 고려시대사 분야 집필을 맡았다. 이후 1982년에 국사편찬위원회 위원이 되었다. 이후 1990년에 서울대학교에서 정년 퇴임했으며, 1994년에 군사사학회 회장에 선임되었다. 
2009년 3월 8일에 숙환으로 사망했다.

## 저서
- 《고려 정치제도사 연구》(1971)
- 《한국사의 성찰》(1978)
- 《「고려사」의 연구》(1982)
- 《한국사통론》(1986)

## 참고 문헌
- 변태섭, 나의 인생, 나의 학문, 한국사 시민강좌 제27집, 2000